# Ryosuke Maeda (fotbollsspelare född 1994)
Ryosuke Maeda (前田 凌佑 Maeda Ryosuke?), född 27 april 1994 i Hyōgo prefektur, är en japansk fotbollsspelare.
Maeda började sin karriär 2013 i Vissel Kobe. Han spelade 17 ligamatcher för klubben. 2017 flyttade han till Oita Trinita.